# Vi Huyền Đắc
Vi Huyền Đắc (1899-1976) bút hiệu Giới Chi, là nhà giáo, nhà văn, nhà biên khảo, nhà soạn kịch Việt Nam.

## Tiểu sử
Vi Huyền Đắc sinh ngày 18 tháng 12 năm 1899 tại làng Trà Cổ, tỉnh Hải Ninh, nay là phường Trà Cổ, thành phố Móng Cái, tỉnh Quảng Ninh. Cha ông làm thầu khoán, mộ phu làm đường, làm mỏ và có một đội thuyền vận tải riêng hoạt động ở vùng Đông Bắc Bắc Bộ. Mẹ ông là cháu ngoại Tiến sĩ Hán học Nguyễn Tư Giản (1823 -1890).
Thuở nhỏ, ông học chữ Hán, sau đó chuyển sang học chữ Quốc ngữ. Sau khi tốt nghiệp Thành Chung ở Hải Phòng, ông thi vào trường Mỹ thuật Hà Nội nhưng sau đấy lại vào Sài Gòn làm lái xe và bắt đầu viết một số bài báo có xu hướng tiến bộ.
Khi cha mất, Vi Huyền Đắc trở ra Hải Phòng kế thừa cơ nghiệp để lại, nhưng do việc kinh doanh không hiệu quả nên ông phải bán dần tài sản để sinh sống. Ở đây, ông bắt đầu viết kịch và mở nhà in Thái Dương văn khố trên phố Cầu Đất (Hải Phòng) để xuất bản tác phẩm của mình và bạn bè.
Năm 1927, ông cho ra mắt tác phẩm kịch đầu tay: Uyên ương.
Trong kháng chiến chống Pháp (1946-1954), ông tản cư về dạy học ở huyện Yên Mô, tỉnh Ninh Bình. 
Đến năm 1954, ông lại vào Nam (ở Gia Định), tiếp tục sáng tác và từng là Phó chủ tịch hội Văn bút Việt Nam. Năm 1971, ông được trao Giải thưởng Văn Học Nghệ thuật Toàn Quốc, do Tổng thống Việt Nam Cộng hòa bang lập.
Sau ngày 30 tháng 4 năm 1975, Vi Huyền Đắc ra sống ở Hà Nội và mất tại đó vào ngày 16 tháng 8 năm 1976, thọ 77 tuổi.
Theo Từ điển nhân vật lịch sử Việt Nam, thì ông từng được giải thưởng của Tự Lực văn đoàn (1937, vở Kim tiền) và giải thưởng của Académie de Nice Pháp (vở Eternels Regrets).

## Tác phẩm

### Kịch bản sáng tác
- Uyên ương (Thái Dương văn khố xuất bản, 1927. Đã diễn 4 lần tại Nhà hát Tây Hà Nội và nhiều tỉnh trên đất Bắc)
- Hoàng Mộng Điệp (Thái Dương văn khố xuất bản, 1928. Diễn lần đầu tại nhà Nhạc hội Hà Nội năm 1930)
- Hai tối tân hôn (Thái Dương văn khố xuất bản, 1929)
- Cô đầu Yến (Thái Dương văn khố xuất bản, 1930)
- Cô đốc Minh (Thái Dương văn khố xuất bản, 1931)
- Nghệ sĩ hồn (1932)
- Kinh Kha (đăng báo Phong Hóa từ số 134-138 năm 1935)
- Trường hận và Samurai (Giải thưởng của viện Hàn lâm Nice, Pháp 1936 - 1937)
- Ông Ký Cóp (1937, diễn lần đầu tại Nhà hát Lớn Hải Phòng tối ngày 15 tháng 10 năm 1938, diễn tại Nhà hát Lớn Hà Nội tối ngày 19 tháng 11 năm 1938)
- Eternels Regrets (viết bằng tiếng Pháp, Thái Dương văn khố xuất bản, 1938)
- Kim tiền (Đăng trên báo Ngày Nay, từ số 99 đến 107, diễn lần đầu tại Nhà hát Lớn Hải Phòng năm 1938)
- Giê Su, đấng cứu thế (1942)
- Lệ Chi Viên (1943)
- Khóc lên tiếng cười (1943)
- Từ Hi Thái hậu (1954)
- Thành Cát Tư Hãn (1955)

### Kịch bản phóng tác văn học nước ngoài
- Cá nước chim trời (nguyên tác của Đinh Tây Lan)
- Láng giềng (nguyên tác của Hoàng Tự Thôn)
- Khổng Tử can đạo chích (nguyên tác của Từ Vu)

### Kịch bản dịch
- Mạc Tin (bản dịch vở Martine của J.J Bernard), Đời Nay xb, Hà Nội, 1936.

### Truyện dịch từ Trung Văn
- Cô gái điên (nguyên tác của Từ Vu)
- Người bạn lòng (nguyên tác của Tuấn Nhân)
- Gái thời loạn (nguyên tác của Vũ Văn Hoa)
- Ánh đèn (nguyên tác của Từ Vu)
- Trên hòn hải đảo (nguyên tác của Quách Tự Phần)
- Bóng chim tăm cá (nguyên tác của Chu Xuân Đăng)
- Anh hùng tay bánh (nguyên tác của Lý Phi Mông)
- Ba đóa hoa (nguyên tác của Quỳnh Dao)
- Tấn bi kịch trong đình viên (nguyên tác của Lâm Ngữ Đường)
- Khúc ca mùa thu (nguyên tác của Lâm Ngữ Đường)
- Một gia đình (nguyên tác của Từ Vu, 1957)
- Người đi (nguyên tác là Marins của M. Pagnol), Tử sách Thanh niên, 1963.

### Biên khảo
- Máy hơi nổ (1956)
- Việt tự (1929)
- Bạch hạc đình (1944)
- Khóc lên tiếng cười (1945)
- Vở kịch hay nhất (1955)
- Nhà có Phúc (1956)...[4]

## Tài năng & nhân cách

Vở kịch Ông Ký Cóp do Thế Lữ làm đạo diễn và đóng vai chính được quảng cáo trên báo Ngày nay (1938).

Sau năm 1932, cùng với sự phát triển chung của nền văn học Việt, thể loại kịch đã có nhiều tiến bộ hơn. Nhiều nhà viết tiểu thuyết, làm thơ cũng bắt đầu viết kịch, như Vũ Trọng Phụng, Khái Hưng, Thế Lữ...Song chuyên về kịch và nổi trội hơn cả là Vi Huyền Đắc và Đoàn Phú Tứ.
Theo của nhà nghiên cứu văn học Vũ Ngọc Phan, thì Vi Huyền Đắc chỉ thật sự nổi tiếng khi ra mắt vở Kim tiền và Ông Ký Cóp.Và từ vở kịch Uyên Ương đến các vở Kim tiền, Ông Ký Cóp; Vi Huyền Đắc đã bước được một bước khá dài trong nghệ thuật viết kịch. Những vai trong Uyên Ương, trong Nghệ sĩ hồn non yểu thế nào, thì những vai trong Kim tiền, Ông Ký Cóp cứng cáp thế ấy. Động tác ở những vở sau lại rất mạnh mẽ, các nhân vật đều được tạo trong những khuôn tâm lý sâu sắc, tỏ ra tác giả là một kịch gia không những có nhiều tài năng, mà còn rất nhiều lịch duyệt.
Ghi nhận tài năng & nhân cách của Vi Huyền Đắc, thi sĩ Nguyễn Vỹ đã viết như sau:
Vở kịch Eternels Regrets, mà đề tài là cuộc tình duyên của An Lộc Sơn với nàng Dương Quý Phi, đã chiếm được giải thưởng danh dự của Viện Hàn lâm Nice, một giải thưởng xứng đáng vì với quyển ấy, Vi Huyền Đắc đã tỏ ra là một nhà kịch sĩ có thiên tài. Kịch này sắp trình diễn ở Paris năm 1939 thì chiến tranh bùng nổ. Sau đó, tôi có xem ba vở kịch khác nhau của anh: Cô giáo Minh (tức Cô đốc Minh), Uyên ương, Thành Cát Tư Hãn; mà giá trị về văn chương cũng như về nghệ thuật đã đạt đến một mức tinh vi hoàn hảo. Cho nên ông Edmond Chodzko muốn đem các vở kịch của anh qua trình diễn ở Paris và Prague...
...Một lần, Thế Lữ đến Hải Phòng thăm anh. Anh hỏi vì sao công kích Nguyễn Vỹ đến thế, thì nghe Thế Lữ trả lời đại khái là không thích thơ tôi. Vi Huyền Đắc liền bảo: "Trong vườn văn học nước ta hiện đang khô khan nghèo nàn, Nguyễn Vỹ cũng là kẻ gieo hạt giống mới như các anh, sao anh không để cho hạt giống ấy mọc mà lại muốn cho nó chết đi?" Lúc bấy giờ, Vi Huyền Đắc chưa quen biết tôi, tôi càng cảm động khi nghe anh kể lại câu chuyện ấy...
...Cuối năm 1954, sau gần 20 năm xa cách, tôi mới gặp lại Vi Huyền Đắc ở trong một căn nhà tĩnh mịch, mà anh đặt tên là Hoàng Mai Hiên, giữa một cảnh trí nên thơ ở miệt Ngã Năm Bình Hòa, ngoại ô Gia Định. Nhà chỉ có hai vợ chồng (vợ ông mất năm 1966 ở Hoàng Mai Hiên) với một u già. Bao nhiêu cơ đồ sự nghiệp ở Hải phòng đều bỏ lại đất Bắc hết. Bao nhiêu sách quý, các bản thảo, cả những tác phẩm của anh đã xuất bản hồi tiền chiến, đều bị mất sạch. Bấy giờ chị đi dạy học ở trường Tiểu học ĐaKao, còn anh thì ở nhà dịch tiểu thuyết Tàu cho vài tờ báo, sống cuộc đời nhà văn thanh cao, yên tịnh.
Trong lúc ở ngoại quốc, các nhà kịch sĩ đang đưa lên sân khấu những sáng tác phẩm vô cùng sôi nổi, thì ở nước Việt Nam một nhà kịch sĩ rất có nhiều khả năng, nghệ thuật điêu luyện tinh vi, đành xếp các vở kịch qua một bên, để dịch các tiểu thuyết Tàu cho qua ngày tháng...